# Ataque aéreo al Aeropuerto Internacional de Damasco
El Ataque aéreo al Aeropuerto Internacional de Damasco fue una operación militar efectuada en la madrugada del 26 de abril de 2017 en el marco de la Guerra Civil Siria por la Fuerza Aérea Israelí a unos almacenes ubicados en el Aeropuerto Internacional de Damasco en la capital homónima. El gobierno israelí no se pronunció sobre el ataque pero lo justificó al decir que en el aeropuerto se encontraba almacenes con arsenales de guerra perteneciente al grupo libanés Hezbolá, el cual es aliado del gobierno sirio de Bashar al-Asad, el cual aseveró que respondería con la fuerza si Israel seguía violando la soberanía de Siria.  El ataque israelí viene tres semanas después de que Estados Unidos realizara el bombardeo de Shayrat.
Los  medios israelíes  afirmaron que el ataque se realizó a las 3:00 a. m. Pobladores de la ciudad fronteriza de Safed pudieron observar misiles que iban rumbo a Siria y escucharon explosiones minutos después del ataque.

## Reacciones
- Irán: Según el ministro de Defensa iraní Hosein Dehqán Israel debe ser desarmado para la restauración de la paz en la región.[5]
- Rusia: El portavoz ruso Dmitry Peskov pidió que todos los países implicados en el conflicto se abstengan de realizar este tipo acciones y pidió que se respete la soberanía de Siria, igualmente la ministra de Asuntos Exteriores Maria Zakharova condenó el ataque y lo consideró como una agresión directa contra Siria.[6]
- Israel: El ministro de Inteligencia israelí Yisrael Katz dijo que el ataque solo era parte de una operación dirigida hacia el supuesto l contrabando patrocinado por Irán y dirigido por Hezbolá en el Levante.[7]